# Porwanie Kościoła

Poglądy nt. Porwania Kościoła w kontekście Wielkiego ucisku

Porwanie Kościoła (Pochwycenie Kościoła, Pochwycenie) jest doktryną uformowaną ostatecznie w drugiej połowie XIX w. przez przywódców wspólnot pozakościelnych o charakterze chrześcijańskim. Ma ono być przyszłym wydarzeniem, w które wierzą chrześcijanie ewangeliczni, odnoszącym się do ponownego przyjścia Jezusa. Podczas tego przyjścia, wszyscy żyjący wierni mają być "porwani w obłokach w powietrze, na spotkanie Pana".

## Historia doktryny
Ostatecznym twórcą doktryny o pochwyceniu kościoła był John Nelson Darby przywódca grupy Braci Plymuckich powstałej w pierwszej połowie XIX w. Kierował się głównie pracami i kierownictwem Edwarda Irvinga, który został ekskomunikowany z kościoła prezbiteriańskiego za głoszenie nauk millenarystycznych, i który był założycielem Irwingianizmu. Edward Irving zaczął na własną rękę studiować i objaśniać teksty prorocze dotyczące Antychrysta a jego prace dały siłę napędową innym kaznodziejom z bliskich doktrynalnie środowisk. 
Chociaż większość denominacji chrześcijańskich wierzy w powrót Chrystusa, to jednak istnieje kilka punktów widzenia tego tematu:
1. pretrybulacjonizm - dyspensacjonalistyczni premillenaryści (tacy jak wiele ugrupowań ewangelikalnych w Polsce, a zwłaszcza w Stanach Zjednoczonych) (patrz punkt 1. na schemacie obok) wierzą w powrót Chrystusa w dwóch etapach. 1 List do Tesaloniczan 4,15-17 jest rozumiany jako wstępne wydarzenie w stosunku do powrotu opisanego w Ewangelii Mateusza 24,29-31[3]. Chociaż oba fragmenty opisują powrót Jezusa na obłokach wraz z aniołami, trąbami, znakami na niebie i zebraniem świętych, są one traktowane jako dwa oddzielne wydarzenia: pierwsze jako niewidzialne, a drugie - publiczne. Większość dyspencjonalistów wierzy, że pierwsze wydarzenie bezpośrednio poprzedza okres Wielkiego ucisku.
2. midtrybulacjonizm - niewielka grupa premillenarystów głosi pogląd, wedle którego porwanie kościoła nastąpi w trakcie trwania wielkiego ucisku (w jego połowie lub drugiej części).
3. amillenaryści (np. katolicy, prawosławni) (punkt 5 schematu), a także postmillenaryści (np. prezbiterianie) (punkt 4 schematu) i historyczni premillenaryści (np. adwentyści dnia siódmego i reformowani baptyści) (punkt 3 schematu) wierzą, że powrót Chrystusa będzie jednym, publicznym wydarzeniem. Powołują się na fragmenty odnoszące się do powrotu Chrystusa, takie jak Ewangelia Mateusza 24,29-31, 1 List do Tesaloniczan 4,15-17, 2. List do Tesaloniczan 2,1-3[4], Objawienie Jana 1,7[5], wszystkie mówiące o powrocie Jezusa na obłokach, czemu towarzyszyć będzie dźwięk trąb, aniołowie, znaki na niebie, zmartwychwstanie i zebranie świętych. Amillenaryści czyli większość kościołów historycznych pojmuje to jako wydarzenie jednorazowe i dosłowne, nie wszystkie trzy grupy uważają, że fragmenty odnoszące się do powrotu Chrystusa opisują pojedyncze wydarzenie czego dowodem jest doktryna o pochwyceniu mającym nastąpić przed ponownym przyjściem Chrystusa. W kościołach historycznych nie istnieje koncepcja potajemnego porwania wiernych przed ponownym przyjściem Chrystusa czyli paruzją. Natomiast w kościołach ewangelikalnych, które ze względu na swą krótką historię, wchłonęły wiele doktryn powstałych poza kościołami historycznymi na przełomie XIX/XX w. daje się zauważyć wpływy wczesnych ruchów o charakterze chrześcijańskim takich jak Bracia plymuccy i kościoły adwentystyczne.